# ジラード・ホックマン
ジラード・ホックマン（ヘブライ文字:גילעד הוכמן, ラテン文字:Gilad Hochman、1982年7月26日 - ）はイスラエルの作曲家。現在はドイツ在住。

## 経歴
オデッサ出身の父とパリ出身の母のもと、ヘルツリーヤに生まれる。6歳からピアノを学び、9歳より作曲を始める。18歳でヘルツリーヤ音楽院を卒業し、テルアビブ大学ブッフマン・メータ音楽学校に入学。2007年に優秀な成績で卒業した。
22歳のときから、ラアナナ・シンフォニエッタのコンポーザー・イン・レジデンスを務め、2007年にラアナナ市から表彰された。またアルコ弦楽アンサンブルを創設し、イスラエル作曲家連盟のニュー・サウンド・コンサート・シリーズの監督にあたった。それらの業績から2007年にイスラエル首相賞を、作曲家としては最年少（24歳）で受賞した。
作風はユダヤ教の伝統とイスラエルの地域性に重きを置いたものである。

## 作品

### 管弦楽
- オーケストラのための『荒野の声』

### 協奏曲
- ヴァイオリンと大アンサンブルのための『声』
- フルート・オブリガードと弦楽オーケストラのためのコンチェルティーノ
- マンドリンと弦楽オーケストラのための協奏的幻想曲『流浪』

### 器楽曲
- ヴァイオリン独奏のための変奏曲
- チェロ独奏のための狂詩曲
- ヴィオラ独奏のための『アケダ』
- サクソフォーン独奏のための『モノローグ』
- マリンバ独奏のための『ベルリン・ビート』
- マンドリン独奏のための『2つのエピソード』
- ピアノのための『ピア・ノ！』

### 声楽
- ソプラノとアンサンブルのための『天地創造の七日間』
- 無伴奏合唱のための『奈落の淵より』

## 文献
- Portrait article by the Deutschland Magazine (English)
- Article by Interlude Magazine, Hong Kong - Composer of the Month (English)